# Bekir Rasim
Bekir Rasim (bulgare : Бекир Расим), né le 26 décembre 1994 à Varna, est un footballeur bulgare. Il évolue au poste de milieu offensif au Tcherno More Varna.

## Statistiques
| Saison                | Club                  | Championnat           | Championnat | Championnat | Coupe(s) nationale(s) | Coupe(s) nationale(s) | Supercoupe | Supercoupe | Total | Total |
| Saison                | Club                  | Division              | M.          | B.          | M.                    | B.                    | M.         | B.         | M.    | B.    |
| 2011-2012             | Tcherno More Varna    | A Group               | 1           | 0           | 0                     | 0                     | -          | -          | 1     | 0     |
| 2012-2013             | Tcherno More Varna    | A Group               | 0           | 0           | 2                     | 0                     | -          | -          | 2     | 0     |
| 2013-2014             | Tcherno More Varna    | A Group               | 21          | 0           | 1                     | 0                     | -          | -          | 22    | 0     |
| 2014-2015             | Tcherno More Varna    | A Group               | 13          | 0           | 4                     | 2                     | -          | -          | 17    | 2     |
| 2015-2016             | Tcherno More Varna    | A Group               | 9           | 0           | 2                     | 1                     | 0          | 0          | 11    | 1     |
| Total sur la carrière | Total sur la carrière | Total sur la carrière | 44          | 0           | 9                     | 3                     | 0          | 0          | 53    | 3     |

## Palmarès
- Vainqueur de la Coupe de Bulgarie en 2015 avec le Tcherno More Varna